# Bernardo Schiaffino
Bernardo Schiaffino (1678 – 6 maggio 1725) è stato uno scultore e pittore italiano del periodo barocco, attivo principalmente a Genova, sua città natale.

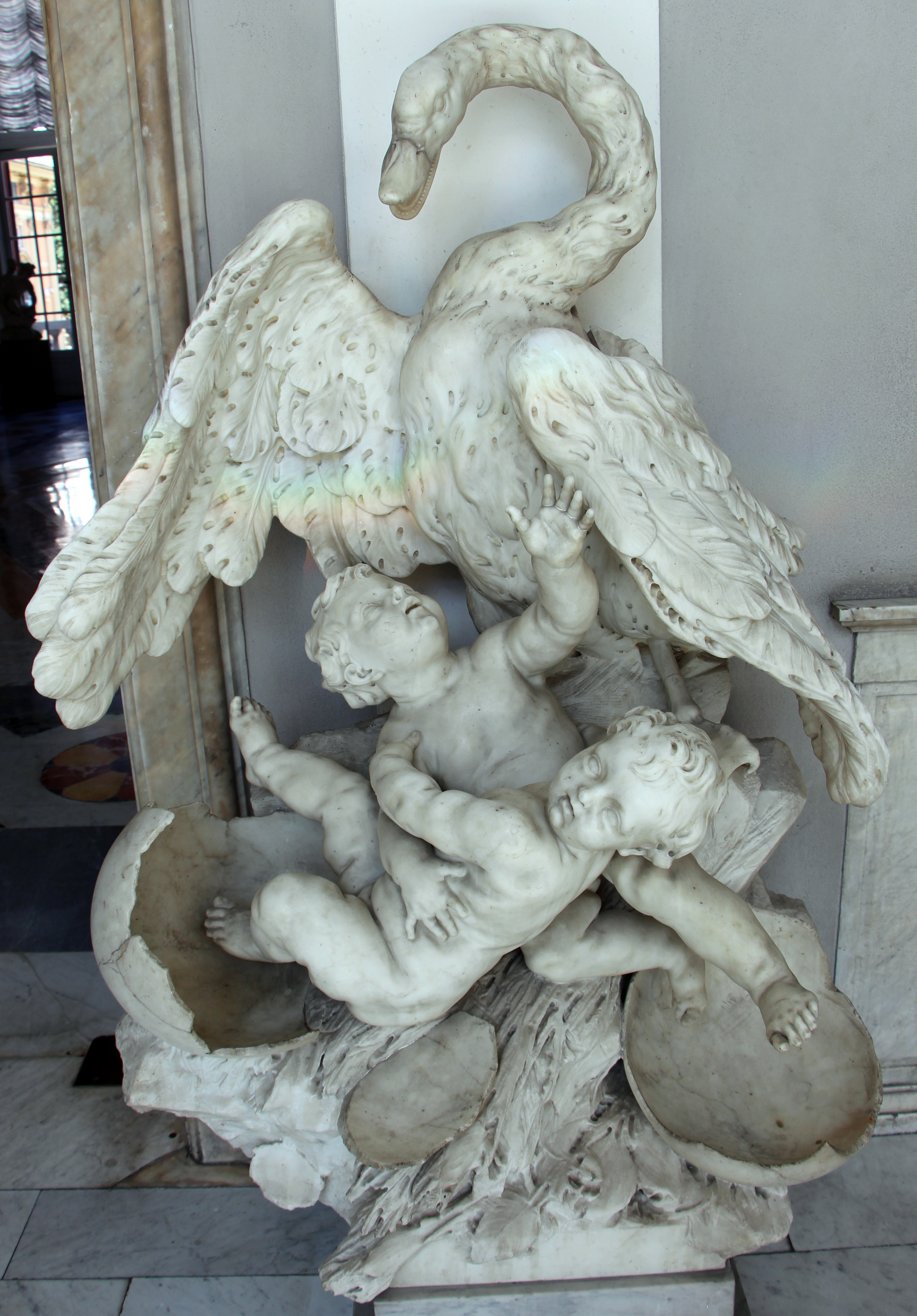
Castore e Polluce, Galleria di Palazzo Rosso (Genova)

Fu uno dei due scultori della sua famiglia, insieme al fratello minore Francesco Maria Schiaffino, fu allievo di Anton Domenico Parodi e amico della famiglia di artisti Piola. Domenico Piola gli fornì alcuni disegni, Bernardo era amico intimo del figlio Paolo Gerolamo Piola.
Fra le commissioni più impegnative alle quali lavorò vi fu il gruppo marmoreo raffigurante La Madonna con i santi Agostino e Monica per Cappella della Torre, progettata da Paolo Gerolamo Piola, nella Chiesa della Consolazione (Genova).
Altre sue opere sono il gruppo di Castore e Polluce, Galleria di Palazzo Rosso (Genova), l'altare maggiore del Santuario di Nostra Signora delle Grazie al Molo, L'Assunta della facciata della basilica di Santa Maria Assunta di Carignano.
Nella sua biografia dice di essere morto di malinconia dopo il decesso del suo inseparabile amico. Tra i suoi allievi c'era Francesco Queirolo.